# Савощев, Иван Иванович
Иван Иванович Савощев (1913—1992) — подполковник Советской Армии, участник Великой Отечественной войны, Герой Советского Союза (1944).

## Биография
Иван Савощев родился 1 декабря 1913 года[по какому календарю?] в селе Афанасьево (ныне — Алексинский район Тульской области). После окончания восьми классов школы и школы фабрично-заводского ученичества работал слесарем. В 1935 году был призван на службу в Рабоче-крестьянскую Красную Армию. В 1940 году окончил Мелитопольское военное авиационное училище лётнабов и штурманов.
С сентября 1941 года воевал на фронтах Великой Отечественной войны. К февралю 1944 года майор Иван Савощев был штурманом 8-го отдельного разведывательного авиаполка 8-й воздушной армии 4-го Украинского фронта. К тому времени он совершил 140 боевых вылетов на воздушную разведку и аэрофотосъёмку вражеских объектов и скоплений войск.
Указом Президиума Верховного Совета СССР от 1 июля 1944 года за «мужество и героизм, проявленные при выполнении разведывательных полетов» майор Иван Иванович Савощев был удостоен звания Героя Советского Союза с вручением ордена Ленина и медали «Золотая Звезда» (№ 4239).
После окончания войны продолжал службу в Советской Армии и обучение: в 1947 году окончил Краснодарскую высшую авиационную школу штурманов, в 1953 году — Высшие лётно-тактические курсы. В 1961 году в звании подполковника был уволен в запас. Проживал и работал в Ленинграде.
Умер 28 августа 1992 года, похоронен на Волковском православном кладбище Санкт-Петербурга.
Был также награждён тремя орденами Красного Знамени, орденом Александра Невского, двумя орденами Отечественной войны 1-й степени, орденом Красной Звезды и рядом медалей.

## Память
- На здании аэроклуба, где ранее располагалась Мелитопольская авиационная школа, в которой обучался Герой, 17 августа 2013 года установлена мемориальная доска[2].